# Joseph D. Beck
Joseph David Beck, född 14 mars 1866 i Vernon County i Wisconsin, död 8 november 1936 i Madison i Wisconsin, var en amerikansk politiker (republikan). Han var ledamot av USA:s representanthus 1921–1929.
Beck efterträdde 1921 John J. Esch som kongressledamot och efterträddes 1929 av Merlin Hull.
Beck ligger begravd på Viroqua Cemetery i Viroqua.